# Гвардия

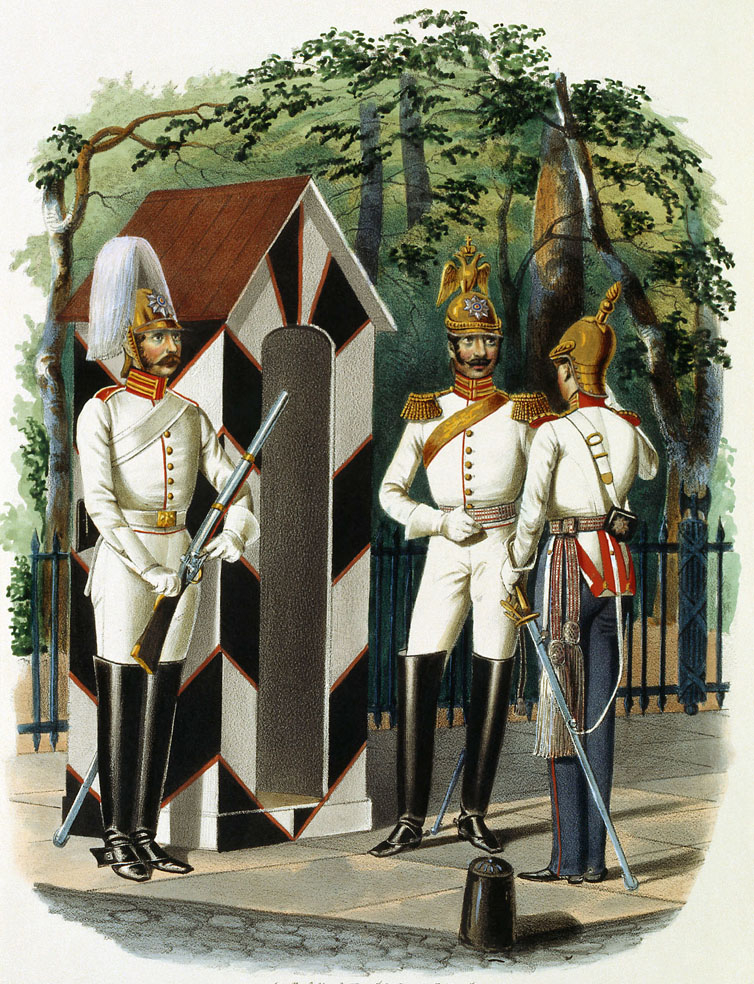
Форма русского Лейб-Гвардии Конного полка в 1848 году.

Гва́рдия (от итал. guardia «охрана, защита»), иногда Лейб-гва́рдия («охрана, защита состоящая при особе государя») — отборная, привилегированная часть войск, выполняющая церемониальные или практические функции охраны главы государства и/или отборных боевых подразделений.
В других источниках указано что Лейб-гвардия или гвардия, охранное царское войско, телохранители, конвой; стар. рынды, конвой; потешное войско.

## Терминология
Термин «гвардия» заимствован из итальянского guardia («охранник», «стража», «охрана», «вахта»), возможно, через немецкий или французский. В романских языках происходит от древнегерманского *wardon, *warton *wardian («стеречь, защищать, оборонять») и в конечном итоге является однокоренным со словами англ. war («война») и англ. warrior («воин»), а возможно и с их славянскими аналогами.
Этот термин впервые был введён в употребление в Италии, в эпоху борьбы гвельфов и гибеллинов. «Гвардией» себя называли местные жители в отрядах по защите и охране ломбардских городов, во время борьбы с германо-римскими императорами за суверенитет своих городов-государств. По другим сведениям термин «гвардия» появился в Италии в XII веке и обозначал отборный отряд для охраны государственного знамени. 
Тем не менее отряды личной охраны, по своему назначению сходные с гвардией, существуют в армиях разных государств и стран мира ещё с античных времён. Прообразом лейб-гвардии была вооружённая свита, состоявшая из отборных воинов, связанных с правителем (монархом) узами личной преданности: гетайры Александра Македонского, персидские «бессмертные» (первая тысяча которых была личной охраной царя), древнеримские преторианцы (Гая Мария и римских императоров), позднеримские и византийские дворцовые схолы, дружины средневековых русских князей и европейских феодалов. 
Функции гвардии при византийских императорах, помимо дворцовых схол, исполняла Варяжская стража, а при особе римского папы (и при многих европейских дворах) — швейцарские гвардейцы.
Также гвардия играла важную роль в политике ряда стран. Например, в Древнем Риме преторианская гвардия неоднократно свергала и возводила на престол императоров,  в России в эпоху дворцовых переворотов гвардия, и, в частности, лейб-компания, играла в большинстве из них ключевую роль.
В Русской императорской армии (РИА), помимо полков собственно Лейб-гвардии, почётная приставка Лейб- придавалась также к наименованию тех армейских (не гвардейских) полков, шефом которых был государь до воцарения своего (то есть, в бытность наследником престола), например Лейб-бородинский полк. Однако, в названиях этих полков не было слова «гвардия». 
Формирования «Его Величества», эскадрон и рота, счётом первые, в каждом полку РИА — Лейб-эскадрон, лейб-рота.

## Гвардия в России

### Русское царство и Российская империя
... Из столичных стряпчих и других московских чинов составлялся «государев полк», соответствующий нынешней гвардии. Люди московских чинов назначались также головами или даже воеводами, т. е. офицерами или полковниками в армейские полки, а также служили органами низшей администрации. ...— Ключевский В. О. История сословий в России. Лекции Ордин. Проф. В. О. Ключевского. — Москва, 1887. — 196 с.

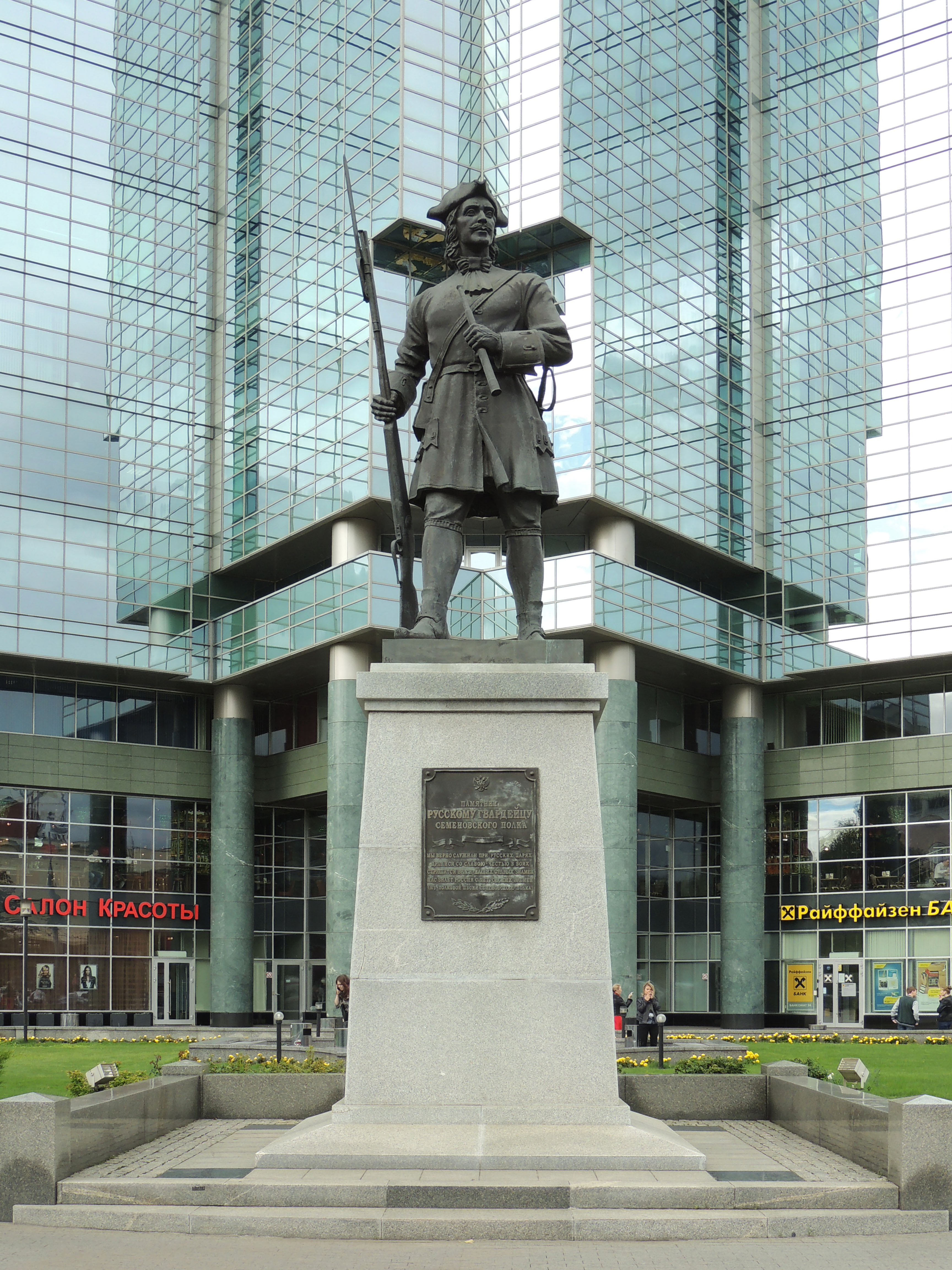
Памятник гвардейцу Семёновского полка в современной Москве на месте прежнего дворцового села Семёновское, по которому полк получил своё название.

Памятник Сергею Бухвостову — первому добровольцу-гвардейцу Преображенского полка в современной Москве на месте прежнего дворцового села Преображенского, по которому полк получил своё название.

В Русском царстве и Российской империи Лейб-гвардия появилась при Петре I. Ядро будущей Лейб-гвардии составили бывшие «потешные» полки Семёновский (есть сведение, что он уже в 1698 году именовался Семёновской лейб-гвардией) и Преображенский, офицеры и солдаты которых набирались и обучались лично Петром и были ему беззаветно преданны. Уже с 1700 года оба полка официально именовались лейб-гвардейскими. 
Эти два полка были сформированы в период проживания Петра в несохранившемся Преображенском дворце в окрестностях Москвы, и получили названия по близлежащим местностям, ныне давно вошедшим в состав города. В память об этом, в современной Москве около станции метро Семёновская, расположенной на месте села Семёновское, установлен памятник лейб-гвардейцу-семёновцу, а у станции метро Преображенская площадь, расположенной на месте села Преображенского — памятник преображенцу (Сергею Бухвостову — первому добровольцу царского потешного полка). 
Третьим пехотным полком русской Лейб-гвардии стал Измайловский, названный так по дворцовому селу Измайлово и Измайловскому дворцу. Все три села располагались к востоку от Москвы в непосредственной близости друг от друга, и там же поблизости, уже став самодержавным монархом, Пётр I возвёл Лефортовский дворец, также тесно связанный с историей русской армией. 
Впоследствии численность русской Лейб-гвардии значительно возросла, а состав её неоднократно расширялся. К 1913 году (накануне Первой мировой войны) Лейб-гвардия императора Николая II включала в себя: три гвардейские пехотные дивизии (1-ю, 2-ю и 3-ю), две гвардейские кавалерийские дивизии (1-ю и 2-ю), одну Отдельную кавалерийскую бригаду и ряд дополнительных подразделений, в том числе Собственный Его Императорского Величества Конвой (конная охрана императора) и Роту дворцовых гренадер (роту ветеранов, выполнявшую функции внутренней церемониальной дворцовой стражи, сродни британским «бифитерам», существующим до настоящего времени). 
К началу Первой мировой войны в русской Лейб-гвардии одновременно служили многие известные в дальнейшем исторические личности, в частности, барон П. Н. Врангель (командир эскадрона Лейб-гвардии Конного полка), барон К. Г. Э. Маннергейм (командир Отдельной кавалерийской бригады), П. П. Скоропадский (командир Лейб-гвардии Конного полка) и М. И. Тухачевский (подпоручик Лейб-гвардии Семёновского полка).

### СССР и Россия

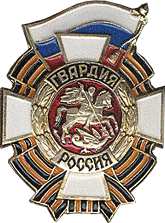
Гвардейский знак РФ(1994 года)

В Советском Союзе почётное наименование гвардейских присваивалось особо отличившимся частям, соединениям и т.д., однако они никогда не образовывали обособленного воинского соединения, подобного Гвардейскому корпусу в Императорской России.
См. также: Гвардейская лента, Знак «Гвардия».

### Российская Федерация
В современной России существуют: 1) Росгвардия (включает в себя Войска национальной гвардии Российской Федерации; является аналогом Национальных или Гражданских гвардий в ряде зарубежных стран; ранее в Российской империи именовалась Внутренней стражей, в Советском Союзе — Внутренними войсками); 2) гвардейские воинские части и соединения Министерства обороны (часть из которых унаследована от СССР) и 3) Президентский полк (который единственный фактически выполняет традиционные церемониальные функции гвардии, однако формально не имеет такого статуса).
22 декабря 2000 года «в целях возрождения и развития отечественных воинских традиций, повышения престижа военной службы и в связи с 300-летием российской гвардии» указом Президента Российской Федерации В. В. Путина установлен Памятный День российской гвардии (2 сентября).
Его празднование как памятной даты было закреплено указом Президента Российской Федерации от 31 мая 2006 года № 549 «Об установлении профессиональных праздников и памятных дней в Вооруженных Силах Российской Федерации». Праздник был учреждён наряду с другими «в целях возрождения и развития отечественных воинских традиций, повышения престижа военной службы и в знак признания заслуг военных специалистов в решении задач обеспечения обороны и безопасности государства».

## Гвардия в других государствах (отдельные примеры)

### Франция
По примеру англичан, королевская охрана из конных сержантов (Sergents d’armes) появилась при дворе Филиппа II Августа. Во время Столетней войны при Карле VII Валуа на смену конной дружине пришёл корпус пеших гвардейцев, начало которому положила рота шотландских лучников. Новая гвардия получила название Garde du Corps (с фр. — «телохранители»).
После Великой Французской революции королевская гвардия была упразднена, но вновь учреждена Наполеоном I сначала в виде Консульской гвардии, а с 1804 года уже как Императорская гвардия.

### Великобритания
На сегодняшний день Британской гвардией могут быть названы следующие части:
Гвардейская дивизия в составе пяти пехотных полков:
- Гренадерская гвардия;
- Колдстримская гвардия;
- Шотландская гвардия;
- Ирландская гвардия[англ.];
- Валлийская гвардия.

Гвардейская Дворцовая кавалерия в составе двух полков:
- Лейб-гвардия;
- Королевские и Синие.

Телохранители британского монарха в составе трёх церемониальных подразделений:
- Корпус офицеров почётного эскорта;
- Йомены гвардии[англ.], отдельным подразделением внутри которой являются йомены-надзиратели (Тауэра) или бифитеры;
- Королевская рота лучников, шотландские телохранители Королевы[англ.].

Полки гвардейской дивизии и дворцовой кавалерии совмещают церемониальные и боевые функции; первые из них в боевых условиях являются мотопехотными, тогда как вторые — бронетанковыми разведывательными. Телохранители британского монарха состоят из заслуженных ветеранов армии, однако телохранителями монарха являются только номинально — в действительности, эту функцию выполняют квалифицированные сотрудники Командования охраны Службы столичной полиции.
Исторически существовали и другие гвардейские части, например Гвардейский пулемётный полк.

### Германия

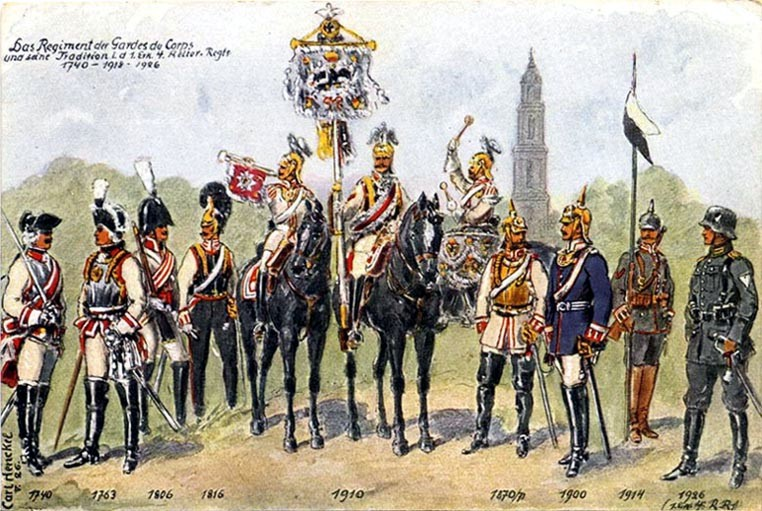
Униформа прусского лейб-гвардейского полка в 1740—1926 годах.

По примеру французских королей бранденбургский курфюрст Фридрих III в 1692 году учредил личную гвардию под названием Garde du Corps. До него в Германии были приняты термины нем. Trabantengarde («приближённая охрана») и нем. einspännigen Knechte («верховые слуги»). Примерно тогда же в германских государствах и Австро-Венгрии получил распространение термин лейб-гвардия (например, австро-венгерская Императорская и королевская лейб-гвардейская пехотная рота, нем. k.u.k. Leibgardeinfanteriekompanie).
Именно немецкая терминология с XVIII века закрепилась в русской военной традиции, в том числе в форме приставки лейб- в наименовании воинской части: лейб-регимент, лейб-компания, лейб-кирасиры и пр.
Прусская гвардия появилась при Фридрихе Вильгельме I, образовавшем при себе особую почётную стражу, из которой затем был сформирован гвардейский гренадерский полк.
К началу XX века вся германская гвардия составляла Гвардейский корпус. Он включал 11 пехотных полков, егерский и стрелковый батальоны, 8 кавалерийских полков, 2 артиллерийские бригады и сапёрный батальон.
Пехота:
- 1-й пехотный гвардейский полк (Германия)[нем.]
- 2-й пехотный гвардейский полк (Германия)[нем.]
- 3-й пехотный гвардейский полк (Германия)[нем.]
- 4-й пехотный гвардейский полк (Германия)[нем.]
- 5-й пехотный гвардейский полк (Германия)[нем.]
- Гвардейский фузилёрный полк[нем.]
- Гренадерский полк императора Александра №1[нем.]
- Гренадерский полк императора Франца №2[нем.]
- Гренадерский полк королевы Елизаветы №3[нем.]
- Гренадерский полк королевы Августы №4[нем.]
- Гвардейский гренадерский полк №5[нем.]
- Гвардейский егерский батальон[нем.]
- Гвардейский стрелковый батальон[нем.]

Кавалерия:
- Лейб-гвардейский полк (Gardes du Corps)
- Гвардейский кирасирский полк[нем.]
- 1-й гвардейский уланский полк[нем.]
- 2-й гвардейский уланский полк[нем.]
- 3-й гвардейский уланский полк[нем.]
- 1-й гвардейский драгунский полк «Королева Великобритании и Ирландии Виктория»[нем.]
- 2-й гвардейский драгунский полк «Императрица России Александра»[нем.]
- Лейб-гвардии гусарский полк[нем.]

С 1919 года гвардии как таковой в Германии нет. См. также Гвардейская бригада РОА.

### Испания
В настоящее время в Испании существует один гвардейский полк — Королевская гвардия.

### Нидерланды
В настоящее время в Нидерландах существует два гвардейских полка — Гренадерский и стрелковый гвардейский полк и Гвардейский фузилёрный полк принцессы Ирены.

### Дания
В настоящее время в Дании существует один гвардейский полк — Датская Королевская лейб-гвардия.

### Швеция
В настоящее время в Швеции существует один гвардейский полк — Лейб-гвардия.

### Норвегия
В настоящее время в Норвегии существует один гвардейский батальон — Королевская гвардия Норвегии.

### США
В Континентальной армии роль гвардии и личной охраны Джорджа Вашингтона исполняла Гвардия главнокомандующего, также известная как «лейб-гвардия Вашингтона» (англ. Washington's Life Guard).

### Япония
Императорская гвардия в составе 12 тысяч человек была создана в 1867 году, когда в результате реставрации Мэйдзи император Японии обрёл реальную власть. Она была организована на французский манер, и приняла боевое крещение при подавлении Сацумского восстания. Изначально она состояла из 1-й пехотной бригады (1-й и 2-й полки) и 2-й пехотной бригады (3-й и 4-й полки).
По окончании Второй мировой войны все гвардейские части были расформированы.

### Азербайджан
В современном Азербайджане с 25 декабря 1991 года существует специальное военное формирование, наделённое особыми полномочиями по обеспечению охраны Азербайджанского государства и президента республики, а также членов его семьи. Помимо этого, Национальная гвардия Азербайджана участвует в церемонии приветствия высокопоставленных гостей в стране и несёт почётный караул.
Входит в структуру Особой государственной службы охраны Азербайджана.

### Ватикан
Современные Вооружённые силы Ватикана состоят из Швейцарского гвардейского корпуса. Кроме Швейцарской гвардии, последние остававшиеся воинские формирования — Дворянская гвардия и Палатинская гвардия, были упразднены папой римским Павлом VI в 1970 году.

## Галерея: современные гвардии стран мира

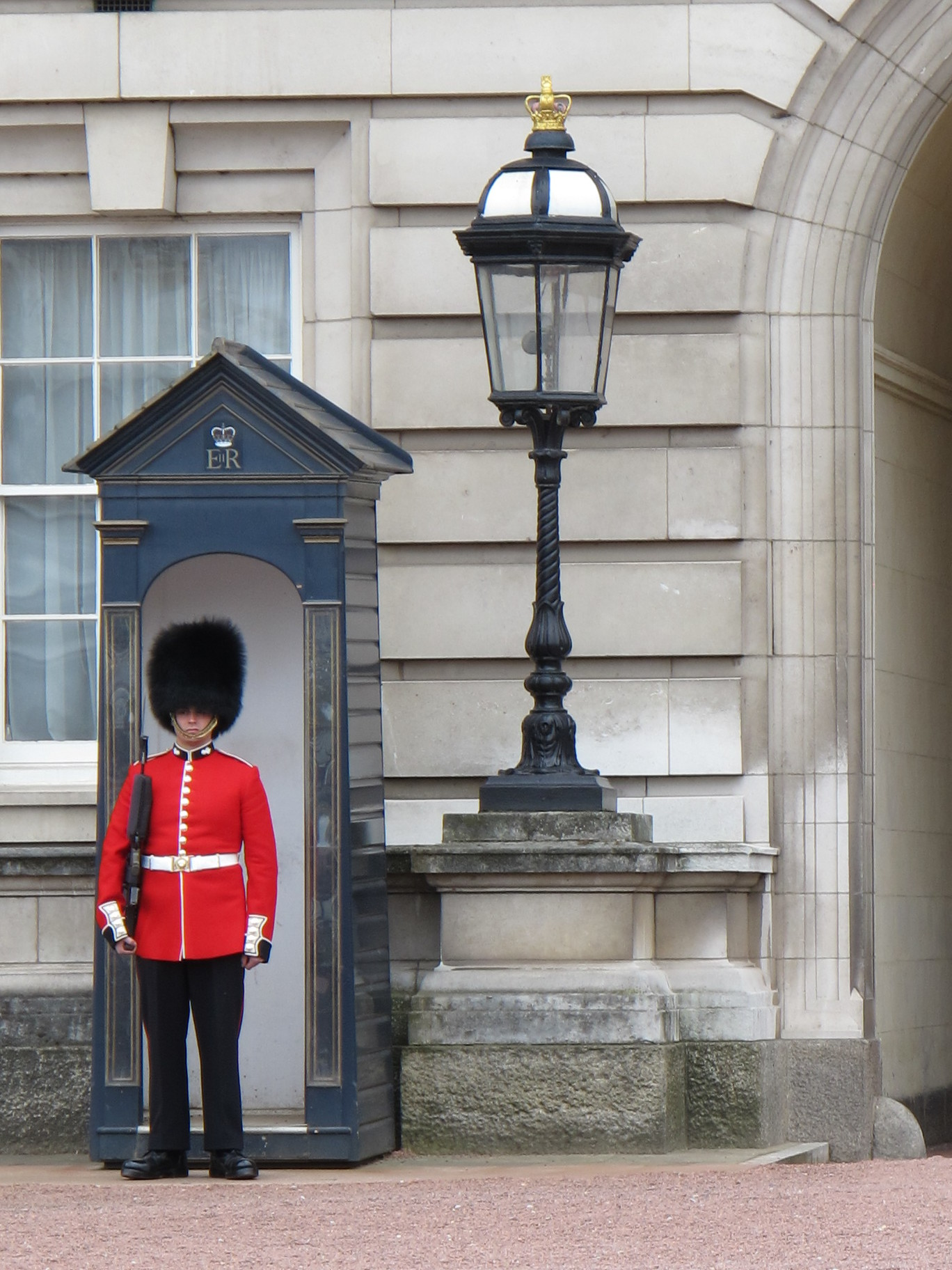
Солдат британского полка Гренадерской гвардии в карауле у Букингемского дворца.
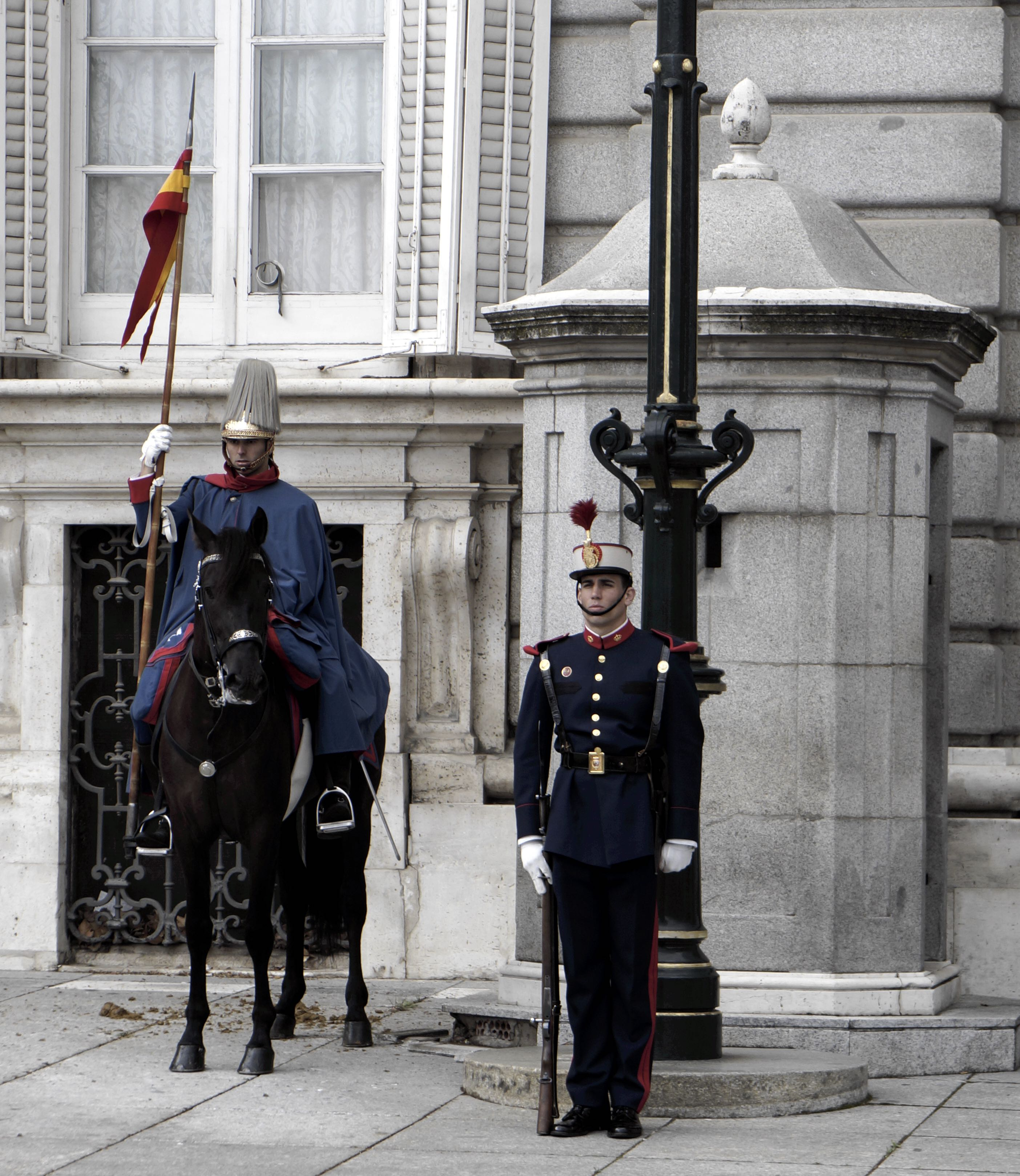
Солдаты Королевской гвардии Испании у главного входа Королевского дворца в Мадриде.
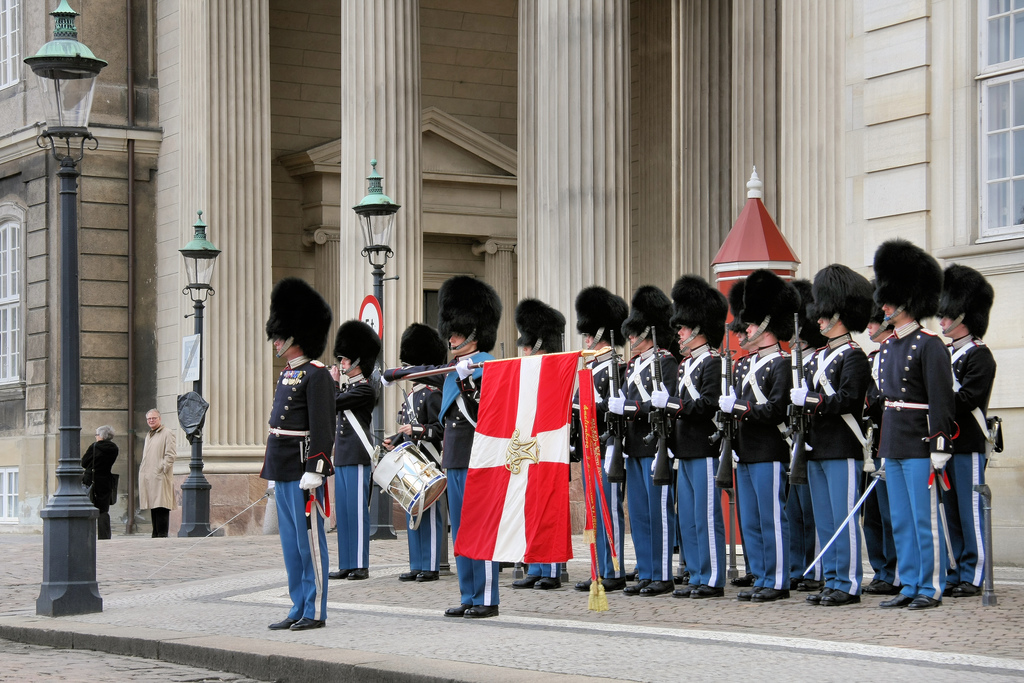
Датская Королевская лейб-гвардия. Церемония смены караула перед Королевским дворцом Амалиенборг.
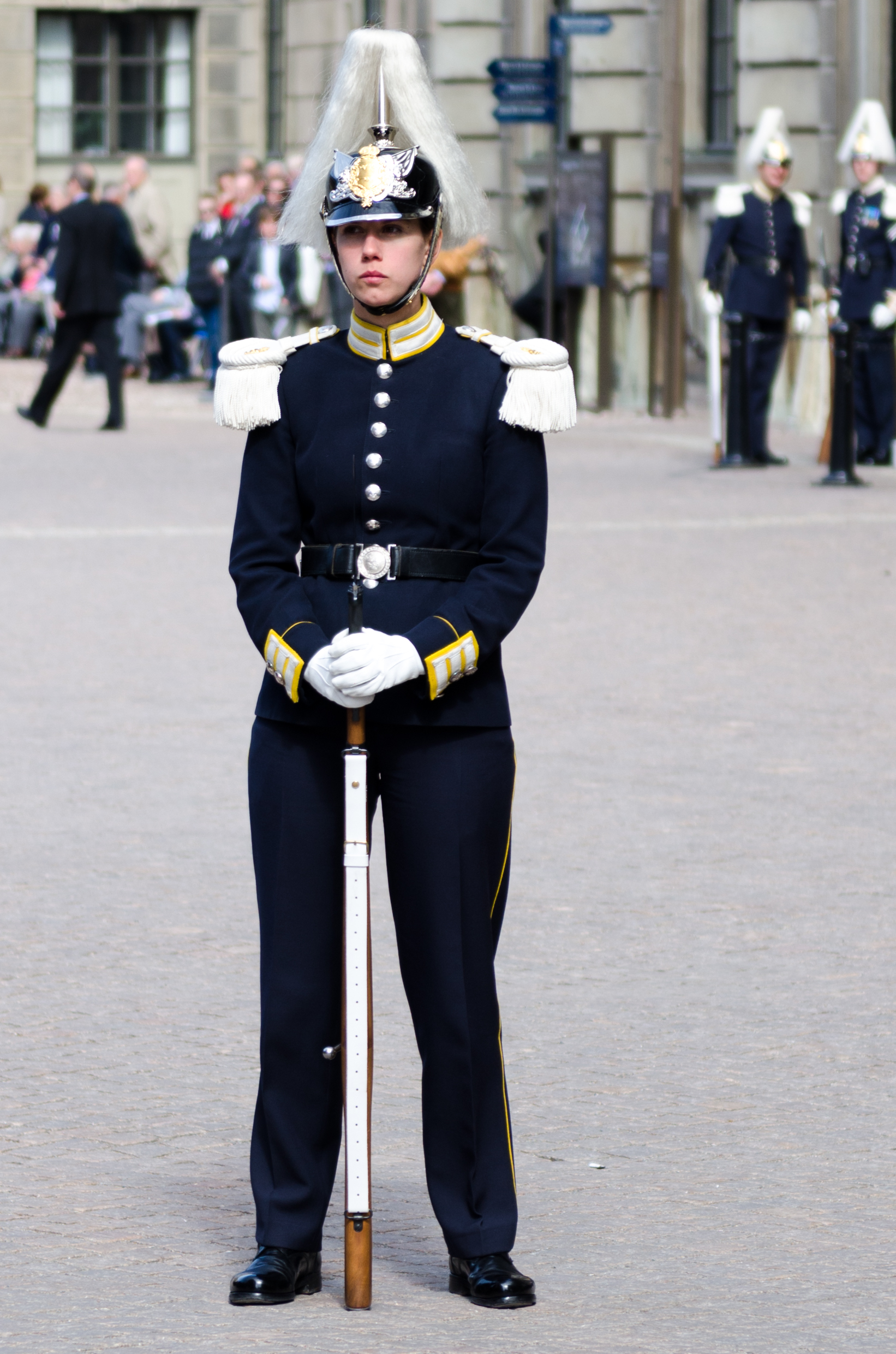
Женщина-солдат Лейб-гвардии Швеции[англ.] у Королевского дворца в Стокгольме в день рождения короля.
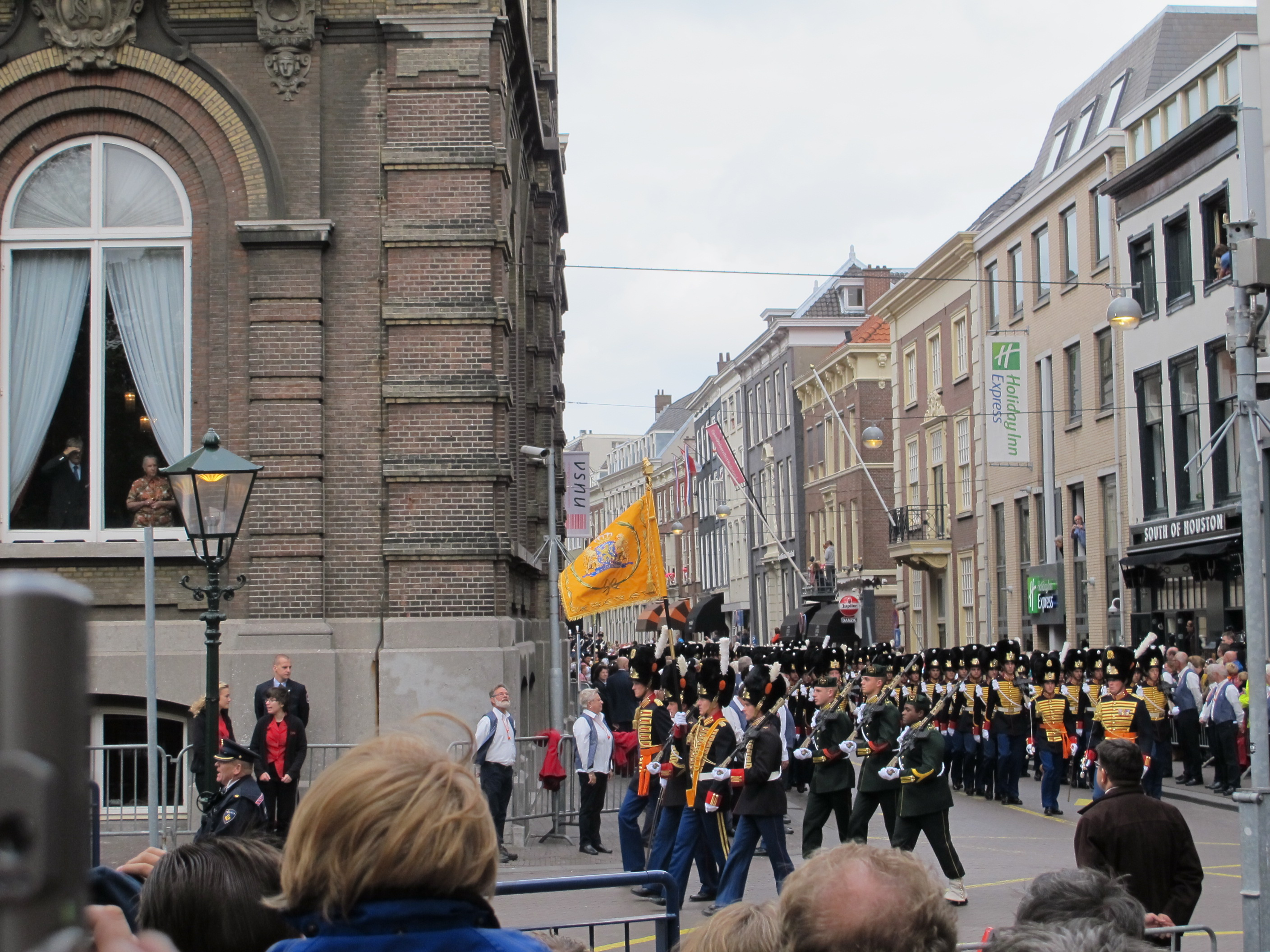
Парад нидерландского Гренадерского и стрелкового гвардейского полка[англ.] в Гааге.
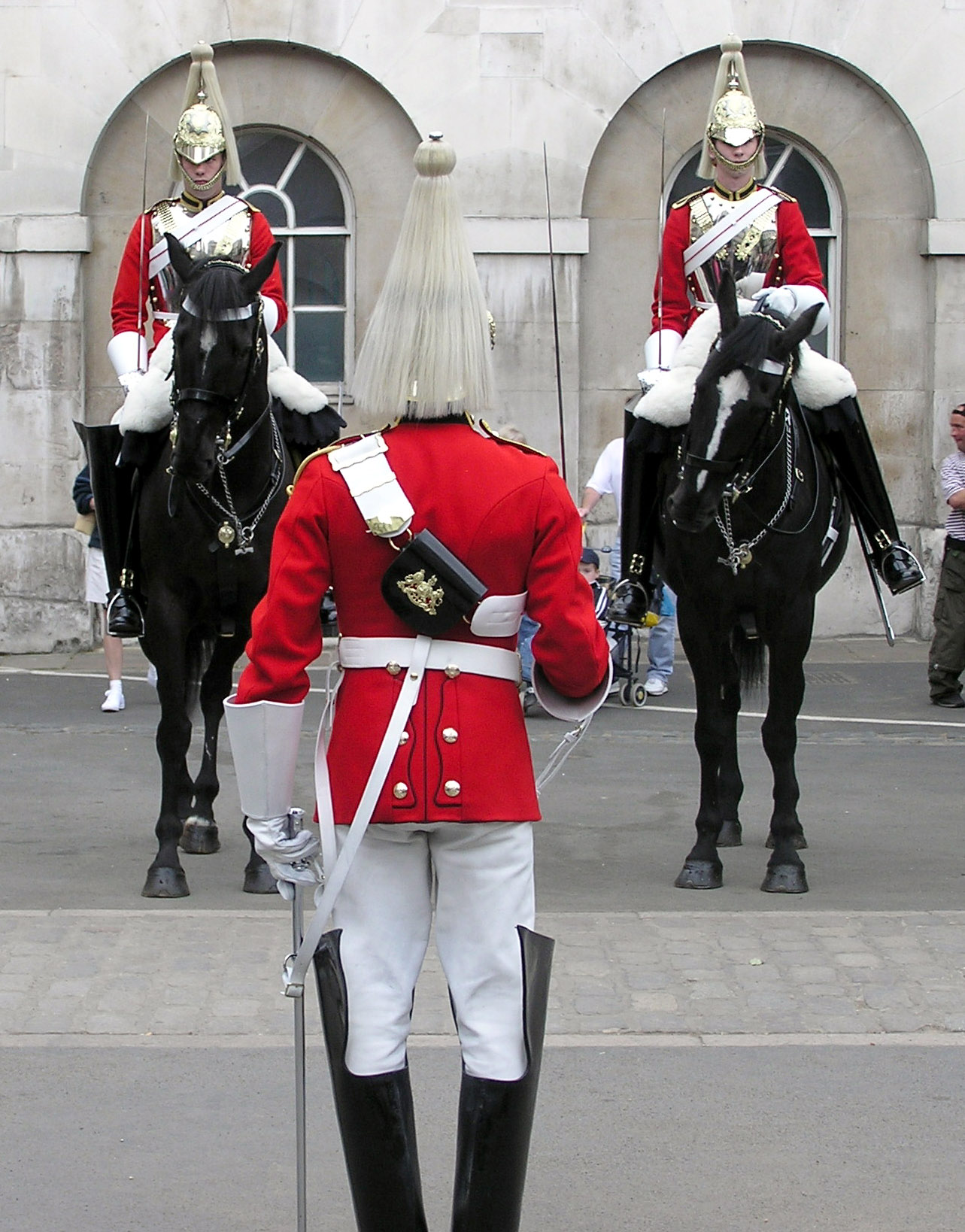
Смена лейб-гвардейского караула в современном Лондоне.
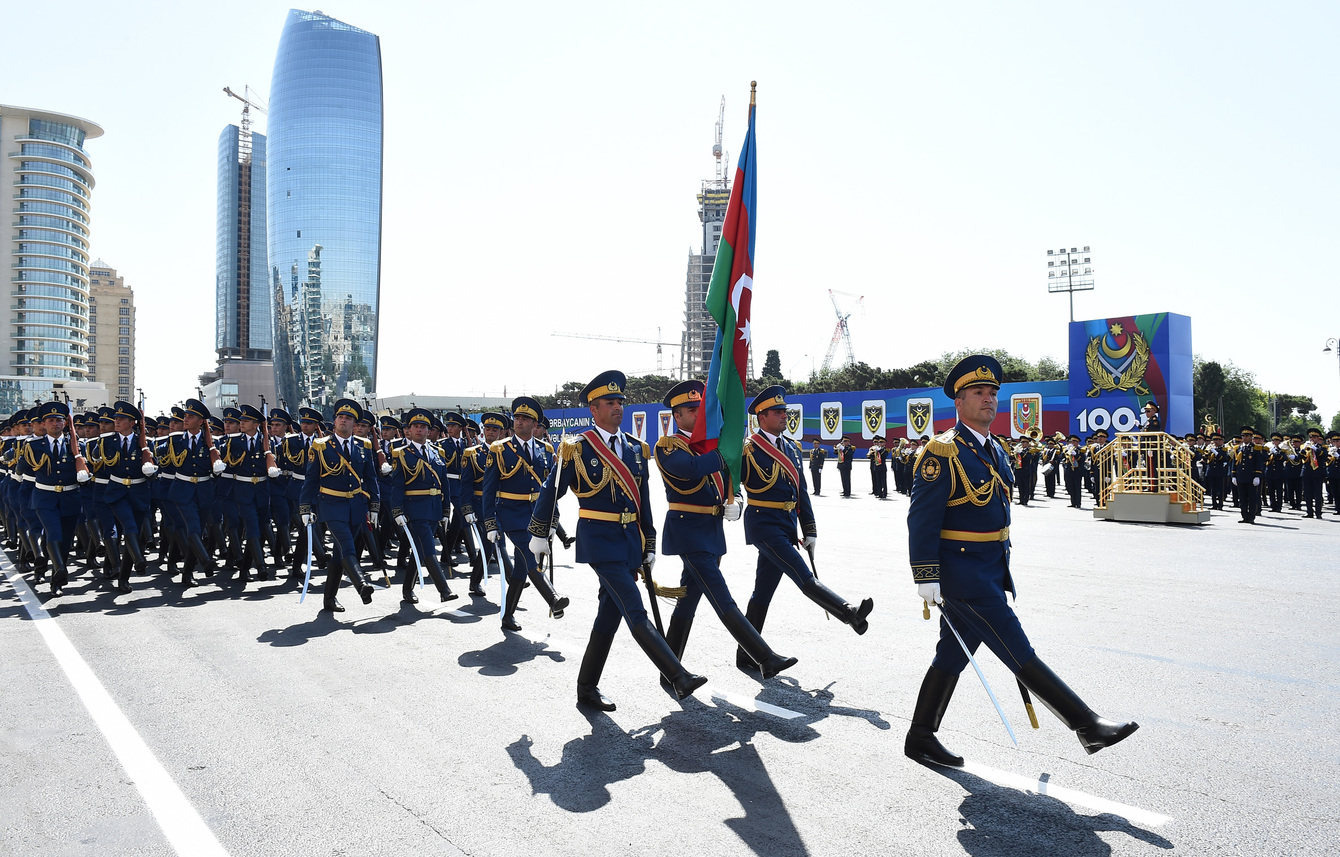
Национальная гвардия Азербайджана на параде в Баку.